# Daphne Jackson
Daphne Frances Jackson (Petersborough, 23 de septiembre de 1936 – Guildford, 8 de febrero de 1991) fue una física nuclear. En 1971 fue la primera mujer profesora de Física en el Reino Unido. Reconocida Oficial de la Orden del Imperio Británico en 1987. Un legado tras su muerte permitió la fundación de la Daphne Jackson Trust.

## Biografía
Daphne Frances Jackson nació en Peterborough. Su madre fue diseñadora de textil antes de casarse con su padre, que era operador de máquina herramienta. Jackson fue a la Escuela primaria del condado de Peterborough para niñas, desde donde pudo postularse para hacer Física en la Escuela Imperia de Londres. Fue una de las dos únicas alumnas en el curso junto a 88 alumnos..
Jackson fue a la Universidad de Surrey para estudiar Física nuclear, invitada por Lewis Elton al convertirse en jefe del departamento de Física del Battersea College of Advanced Technology. Fue profesora allí y obtuvo su doctorado en el año 1962.
En 1971, Jackson se convirtió en la primera profesora de Física de Gran Bretaña cuando fue nombrada por la Universidad de Surrey, a la edad de 34 años. Fue decana de la Universidad y ocupó otros puestos. Ocupó un puesto de dirección en el Servicio Meteorológico Nacional del Reino Unido y fue presidenta de la Women's Engineering Society  y vicepresidenta del Institute of Physics, después de ser su miembro más joven.
Jackson hizo campaña por los derechos de las mujeres y se decepcionó al ver que las mujeres con talento se quedaban en trabajos humildes porque no podían volver a retomar su carrera después de un descanso. En 1985, Jackson ideó un plan para ayudar a estas mujeres permitiéndoles trabajar durante dos años para que pudieran adaptarse a su disciplina después de tomarse un descanso para tener un hijo, ser cuidadoras o simplemente seguir la carrera de su esposo en lugar de la suya propia. Jackson dijo: "Imagina una sociedad que permitiría a Marie Curie apilar estanterías en un supermercado simplemente porque tomó un descanso en su carrera por razones familiares".
Publicó 55 artículos sobre el uso de la física nuclear en medicina. Reconocida con la Oficial de la Orden del Imperio Británico en el año 1987. Murió en Guildford en 1991 de cáncer, enfermedad que ayudaba a combatir a través de su trabajo con el Instituto de Investigación del Cáncer y el Hospital Royal Marsden.

## Legado
La Medalla y el Premio Daphne Jackson, establecidos en 2016, en su honor, son otorgados por el Institute of Physics "a contribuciones excepcionales noveles en educación sobre Física y para ampliar la participación dentro de ella".
El Daphne Jackson Trust fue fundado en 1992, bajo su legado, con el fin de ayudar a muchas personas talentosas a regresar a sus carreras STEM elegidas después de tener una familia o pausar su carrera.